# کولونگا وسووا
کولونگا وسووا (به لهستانی:  Kolonia Łysowa) یک روستا در لهستان است که در گمینا پژسمکی واقع شده‌است.